# Опатошу
Опато́шу (настоящие имя и фамилия — Ио́сеф-Ма́ер (Ме́ер) Опато́вский; 1887, Млава, Плоцкая губерния — 7 октября 1954, Нью-Йорк) — еврейский писатель.

## Биография
Родился в уездном городе Млава Царства Польского, ныне — Мазовецкое воеводство (Польша), близ Варшавы. Его отец был лесоторговцем, сторонником просветительского еврейского движения Хаскала, происходившим из родовитой хасидской семьи Опатовских. Иосиф получил традиционное еврейское образование, включавшее в себя углубленное изучение Танаха, Талмуда и древнееврейского языка, а также светское образование на русском и польском языках.
С 1907 года жил в США.

## Творчество
Писал на идише, но его произведения также издавались в переводах на иврит, русский и ряд западноевропейских языков.
Первые шаги в литературе Иосиф Опатошу сделал в 1906 году, когда показал свои рассказы признанному классику еврейской литературы Ицхоку-Лейбушу Перецу.
В 1907 году Опатошу эмигрировал в США, где примкнул к возникшей на американской почве символистской еврейской литературной группе «Молодые». В 1910 году на страницах альманаха «Литератур», появилась первая публикация Опатошу — повесть «По ту сторону моста». Одной из главных тем в его творчестве стала жизнь еврейских эмигрантов в США. Признание пришло к нему в 1913 году после публикации рассказа «Морис и его сын Филипп».
Важнейшей составляющей творчества Иосифа Опатошу также являлся жанр исторического рассказа и романа. Его интересовали такие события из еврейской истории, как эпоха восстания Бар-Кохбы (роман «Последнее восстание», 1948—1955), еврейское Средневековье в Западной Европе (рассказы «День в Регенсбурге», 1933, и «Элияу Бахур», 1933), история евреев Польши в XIX веке (дилогия «В польских лесах», 1921, и «1863»).
Опатошу также был автором ряда статей и очерков о Советском Союзе.

## Семья
- Сын — актёр Дэвид Опатошу[англ.] (1918—1996).
  - Внук — сценарист Дэнни Опатошу[англ.], муж сценариста Энн Спилберг.

## Избранные произведения
- По ту сторону моста, 1910.
- Роман конокрада, 1912.
- Морис и его сын Филипп, 1913.
- Из нью-йоркского гетто, 1914.
- Преступный мир, 1918.
- Учитель, 1919.
- Линчевание, 1920.
- В польских лесах, 1921.
- День в Регенсбурге, 1933.
- Элияу Бахур, 1933.
- Последнее восстание, 1948—1955.

## Издания на русском языке
- В польских лесах. М., Текст, 2011.
- 1863. М.: Текст, 2013.
- Последний в семье. М.: Текст, 2015.